# Parafia św. Rocha w Osieku
Parafia Świętego Rocha w Osieku – rzymskokatolicka parafia w Osieku. Należy do dekanatu skórzeckiego diecezji pelplińskiej. Erygowana w 1864 roku. 
14 sierpnia 2011 r. bp Jan Bernard Szlaga ustanowił Sanktuarium Świętego Rocha w Osieku.

## Proboszczowie
- ks. Augustyn Kręcki (1865–1884)
- ks. Jan Rakowski (1884–1893)
- ks. Jan Olszewski (1894–1910)
- ks. Władysław Karpiński (1910–1934)
- ks. Franciszek Kalinowski (1935 – †10 XI 1939)
- ks. Franciszek Bulitta (1940–1946)
- ks. Antoni Kasprzycki (1946–1948)
- ks. Jerzy Liebner (1948–1949)
- ks. Bolesław Jeka (1949–1955)
- ks. Klemens Ponka (1955–1958)
- ks. Franciszek Roskwitalski (1958–1985)
- ks. Kazimierz Giersz (1985–1996)
- ks. Zdzisław Ossowski (od 1996)